# Bandeira do Benim
A bandeira nacional do Benim foi originalmente adoptada em 1959 e substituída em 1975. A 12 de Agosto de 1990, após a queda do regime marxista, a actual bandeira foi reintroduzida. As cores são as cores tradicionais Pan-Africanas. O verde simboliza a esperança, o amarelo simboliza a riqueza e o vermelho simboliza a coragem.

## Bandeiras históricas

Bandeira do Reino de Daomé, provavelmente de 1889.
Bandeira da República Popular do Benim (1975 a 1990).